# Lee Stone
Wilson Stone (n. Ohio; 12 de enero de 1968) es un actor porno heterosexual estadounidense conocido como Lee Stone
Ha aparecido en 1306 películas desde su debut en 1999.
Su pareja actual es la ex-actriz porno Keri M. Doudna.
Se caracteriza por ser de marcada musculatura, por su gran tatuaje en su brazo y parte de su pectoral izquierdo y por su Concepción popular del tamaño del pene de 21 cm.

## Premios
- 2001 AVN Award nominee – Best Group Sex Scene in a Video[3]
- 2002 AVN Award nominee – Best Couples Sex Scene in a Video[4]
- 2003 AVN Award nominee – Male Performer of the Year
- 2003 AVN Award nominee – Best Sex Scene Coupling in a Video
- 2003 AVN Award nominee – Best Anal Sex Scene in a Video[5]
- 2005 AVN Award nominee – Best Anal Sex Scene
- 2005 AVN Award nominee – Best Group Sex Scene in a Film[6]
- 2006 AVN Award nominee – Best Anal Sex Scene in a Video
- 2006 AVN Award nominee – Best Threeway Sex Scene[7]
- 2007 AVN Award nominee – Best Sex Scene Coupling in a Film
- 2007 AVN Award nominee – Best Three-Way Sex Scene[8]